# Championnat du pays de Galles de football 1996-1997
Navigation
Édition précédente Édition suivante
La 5e édition du championnat du pays de Galles de football est remportée par le Barry Town Football Club. C’est son 2e titre de champion, le deuxième consécutif. Barry Town l’emporte avec 21 points d’avance sur le Inter Cardiff. L’Ebbw Vale FC complète le podium.
Le système de promotion/relégation reste en place : descente et montée automatique pour les deux derniers de première division et les deux premiers de deuxième division : Ton Pentre, Holywell Town, Briton Ferry Athletic descendent en deuxième division. Ils sont remplacés pour la saison 1997-1998 par Rhayader Town et Haverfordwest County, trois descentes pour permettre le passage du championnat de 21 à 20 clubs.

## Les clubs de l'édition 1996-1997
| \| Aberystwyth Town Bangor City Caersws FC Connah's Quay Nomads Conwy United Inter Cardiff Cwmbran Town Ebbw Vale FC Flint Town United Holywell Town Newtown AFC Porthmadog FC Welshpool Town TNS Llansantffraid [[Ton Pentre]] Rhyl FC Barry Town Briton Ferry Athletic Cemaes Bay Caernarfon Town Carmarthen Town \| Localisation des clubs engagés dans le championnat. |
| Aberystwyth Town Bangor City Caersws FC Connah's Quay Nomads Conwy United Inter Cardiff Cwmbran Town Ebbw Vale FC Flint Town United Holywell Town Newtown AFC Porthmadog FC Welshpool Town TNS Llansantffraid [[Ton Pentre]] Rhyl FC Barry Town Briton Ferry Athletic Cemaes Bay Caernarfon Town Carmarthen Town                                                           |

| Club                                 | Stade              | Capacité | Ville                     |
| ------------------------------------ | ------------------ | -------- | ------------------------- |
| Aberystwyth Town Football Club       | Park Avenue Ground | 2100     | Aberystwyth               |
| Bangor City Football Club            | Farrar Road        | 1500     | Bangor                    |
| Barry Town Football Club             | Jenner Park        | 2500     | Barry                     |
| Briton Ferry Athletic Football Club  | -                  | -        | Briton Ferry              |
| Caersws Football Club                | -                  | -        | Caersws                   |
| Carmarthen Town Football Club        | Richmond Park      | 3000     | Carmarthen                |
| Inter Cardiff Football Club          | -                  | -        | Cardiff                   |
| Cemaes Bay Football Club             | -                  | -        | Cemeas                    |
| Connah's Quay Nomads Football Club   | Halfway Ground     | 3000     | Connah's Quay             |
| Conwy United Football Club           | -                  | -        | Conwy                     |
| Cwmbran Town Football Club           | -                  | -        | Cwmbran                   |
| Ebbw Vale Association Football Club  | -                  | -        | Ebbw Vale                 |
| Flint Town United Football Club      | -                  | -        | Flint                     |
| Holywell Football Club               | -                  | -        | Holywell                  |
| Newtown Association Football Club    | Latham Park        | 4300     | Newtown                   |
| Porthmadog Football Club             | Y Traeth           | 4000     | Porthmadog                |
| Rhyl Football Club                   | Belle Vue          | 4000     | Rhyl                      |
| Ton Pentre Association Football Club | Ynys Park          | 2700     | Ton Pentre                |
| TNS Llansantffraid                   | Recreation Ground  | 2000     | Llansantffraid-ym-Mechain |
| Welshpool Town Football Club         | Maes Y Dre         | 3000     | Welshpool                 |

## Compétition

### Classement
Le classement est établi sur le barème de points classique (victoire à 3 points, match nul à 1, défaite à 0).
| Rang | Équipe                | Pts | J  | G  | N  | P  | Bp  | Bc  | Diff |
| ---- | --------------------- | --- | -- | -- | -- | -- | --- | --- | ---- |
| 1    | Barry Town T          | 105 | 40 | 33 | 6  | 1  | 129 | 26  | +103 |
| 2    | Inter Cardiff         | 84  | 40 | 26 | 6  | 8  | 80  | 32  | +48  |
| 3    | Ebbw Vale             | 78  | 40 | 23 | 9  | 8  | 87  | 40  | +47  |
| 4    | Caernarfon Town       | 78  | 40 | 23 | 9  | 8  | 81  | 58  | +23  |
| 5    | Newtown AFC           | 71  | 40 | 22 | 5  | 13 | 74  | 49  | +25  |
| 6    | TNS Llansantffraid    | 69  | 40 | 19 | 12 | 9  | 78  | 54  | +24  |
| 7    | Conwy United          | 68  | 40 | 20 | 8  | 12 | 66  | 44  | +22  |
| 8    | Bangor City           | 65  | 40 | 20 | 5  | 15 | 82  | 62  | +20  |
| 9    | Cwmbran Town C        | 65  | 40 | 19 | 8  | 13 | 71  | 61  | +10  |
| 10   | Porthmadog FC         | 62  | 40 | 18 | 8  | 14 | 64  | 60  | +4   |
| 11   | Connah's Quay Nomads  | 57  | 40 | 16 | 9  | 15 | 62  | 64  | -2   |
| 12   | Cemeas Bay            | 49  | 40 | 13 | 10 | 17 | 62  | 72  | -10  |
| 13   | Aberystwyth Town      | 47  | 40 | 13 | 8  | 19 | 67  | 82  | -15  |
| 14   | Caersws FC            | 42  | 40 | 11 | 9  | 20 | 53  | 77  | -24  |
| 15   | Flint Town United     | 41  | 40 | 11 | 8  | 21 | 48  | 76  | -28  |
| 16   | Carmarthen Town P     | 40  | 40 | 11 | 7  | 22 | 41  | 79  | -38  |
| 17   | Welshpool Town P      | 39  | 40 | 10 | 9  | 21 | 50  | 80  | -30  |
| 18   | Ton Pentre            | 39  | 40 | 12 | 3  | 25 | 59  | 99  | -40  |
| 19   | Rhyl FC               | 38  | 40 | 10 | 8  | 22 | 51  | 71  | -20  |
| 20   | Holywell Town         | 29  | 40 | 7  | 8  | 25 | 52  | 81  | -29  |
| 21   | Briton Ferry Athletic | 16  | 40 | 5  | 1  | 34 | 39  | 129 | -90  |

| Légende : Qualifications et relégations | Légende : Qualifications et relégations                                                       |
| --------------------------------------- | --------------------------------------------------------------------------------------------- |
|                                         | Coupe UEFA 1997-1998                                                                          |
|                                         | Relégation en deuxième division                                                               |
|                                         | (T) : Tenant du titre (C) : Vainqueurs de la Coupe du pays de Galles de football (P) : Promus |

## Bilan de la saison
| Championnat du pays de Galles de football 1996-1997 |                       |
| Champion                                            | Barry Town (2e titre) |
| Qualifications continentales                        |                       |
| Ligue des champions 1997-1998                       | Barry Town            |
| Coupe des Coupes 1997-1998                          | Cwmbran Town          |
| Coupe UEFA 1996-1997                                | Inter Cardiff         |
| Promotions et relégations                           |                       |
| Promus en Premier League                            | Rhayader Town         |
| Promus en Premier League                            | Haverfordwest County  |
| Relégués en Division One                            | Afan Lido             |
| Relégués en Division One                            | Llanelli AFC          |
| Relégués en Division One                            | Briton Ferry Athletic |

### Artocles connexes
- Championnat du pays de Galles de football